# Koppenhof
Koppenhof (nürnbergisch: Kobbmhuf) ist ein Stadtteil der kreisfreien Stadt Nürnberg, der nach seinem wohl ersten Hofinhaber Hans Kopp benannt wurde. Er ist Teil des Statistischen Bezirks 54 (Reichelsdorf).

## Lage
Die ehemalige rechts der Rednitz gelegene Einöde ist in der Koppenhofer Straße aufgegangen, die zur Bundesstraße 2 (0,2 km südöstlich) bzw. nach Lohhof führt (0,5 km westlich).

## Geschichte
Der Ort wurde 1449 als „Loenhof“ erstmals urkundlich erwähnt. 1462 wurde ein „Heintz Koppen vom Loenhof“ genannt. Der ursprüngliche Ortsname war bis ins 18. Jahrhundert hinein im Gebrauch, beispielsweise 1723 als „unterm Lohhof“ bezeichnet zur Unterscheidung vom flussaufwärts gelegenen (oberen) Lohhof. Koppenhof war ursprünglich Lehensbesitz des Hochstifts Eichstätt.
Gegen Ende des 18. Jahrhunderts bestand Koppenhof aus zwei Anwesen. Das Hochgericht übte das brandenburg-ansbachische Oberamt Schwabach aus, was von der Reichsstadt Nürnberg bestritten wurde. Grundherren waren das Kastenamt Schwabach (1 Halbhof) und der Nürnberger Eigenherr von Fürer (1 Halbhof).
Von 1797 bis 1808 unterstand Koppenhof dem Justiz- und Kammeramt Schwabach. 1806 kam der Ort an das Königreich Bayern. Im Rahmen des Gemeindeedikts wurde 1808 Koppenhof dem Steuerdistrikt Reichelsdorf und der 1818 gebildeten Ruralgemeinde Reichelsdorf zugeordnet. Am 15. Juni 1922 wurde Koppenhof im Zuge der Gebietsreform in Bayern nach Nürnberg eingemeindet.

### Ehemaliges Baudenkmal
- Koppenhofer Straße 20: Hofanlage. Zweigeschossiges Wohnhaus, im Kern Mitte des 19. Jahrhunderts; gleichzeitiger Fachwerkschuppen und Backofen.[8]

### Einwohnerentwicklung
| Jahr      | 001818 | 001840 | 001861 | 001871 | 001885 | 001900 | 001910 |
| Einwohner | 16     | 31     | 42     | 13     | 13     | 16     | 15     |
| Häuser    | 2      | 2      |        |        | 2      | 2      |        |
| Quelle    | [ 10 ] | [ 11 ] | [ 12 ] | [ 13 ] | [ 14 ] | [ 15 ] | [ 16 ] |

## Religion
Koppenhof ist seit der Reformation evangelisch-lutherisch geprägt und bis heute nach  St. Johannes Baptist (Eibach) gepfarrt. Die Katholiken gehören seit 1953 zur Pfarrei St. Walburga (Eibach).